# Nils Svensson i Björkeryd
Nils Svensson (i riksdagen kallad Svensson i Björkeryd), född 20 mars 1800 i Tvings församling, Blekinge län, död 16 november 1874 i Björkeryd, Fridlevstads församling, Blekinge län, var en svensk politiker. Han företrädde bondeståndet i Medelstads härad vid ståndsriksdagarna 1850/51, 1853/54, 1856/58, 1859/60, 1862/63 och 1865/66.